# Te Mata (fleuve)
Pour les articles homonymes, voir Te Mata.
Le fleuve Te Mata  (en anglais : Te Mata River)  est un petit cours d’eau de la Péninsule de Coromandel dans l’Île du Nord de la Nouvelle-Zélande.

## Géographie
Il s’écoule vers l’ouest pour atteindre la baie de Firth of Thames au niveau d’un petit village appelé Te Mata,  à 25 km au Sud de la ville de Coromandel.